# Mindre kortvinge
Mindre kortvinge (Brachypteryx leucophrys) är en asiatisk tätting som tillhör familjen flugsnappare med vid utbredning från Himalaya till Små Sundaöarna.

## Utseende
Mindre kortvinge är som namnet avslöjar en liten fågel med en kroppslängd på 13 cm, med kort stjärt och korta vingar. Den är mindre och mer kortstjärtad än himalayakortvingen och har olikt denna skära ben. Hanen är blekt skifferblå ovan, honan brun. Båda könen har vit strupe och buk, liksom ett tunt, vitt ögonbrynsstreck som dock kan vara dolt. Hanar av underarterna wrayi och langbianensis (se nedan) är mörkt gråblå på bröst och flanker.

## Utbredning och systematik
Mindre kortvinge delas in i fem underarter med följande utbredning:
- Brachypteryx leucophris nipalensis – förekommer från Himalaya i norra Indien till sydvästra Kina (Yunnan) och Myanmar
- Brachypteryx leucophris carolinae – förekommer från södra Kina till norra Thailand och norra Indokina
- Brachypteryx leucophris langbianensis – förekommer i bergsområden i södra Laos (Langbian-platån) och södra Vietnam
- Brachypteryx leucophris wrayi – förekommer i bergsområden på Malackahalvön
- Brachypteryx leucophris leucophris – förekommer i bergsområden på Sumatra, Java, Bali, Lombok, Sumbawa, Alor och Timor

### Familjetillhörighet
Kortvingarna i Brachypteryx ansågs fram tills nyligen liksom bland andra näktergalar, stenskvättor, stentrastar och buskskvättor vara små trastar. DNA-studier visar dock att de är marklevande flugsnappare (Muscicapidae) och förs därför numera till den familjen.

## Status och hot
Arten har ett stort utbredningsområde och en stor population, men tros minska i antal till följd av habitatförstörelse och predation från invasiva arter. Den minskar dock inte tillräckligt kraftigt för att den ska betraktas som hotad. Internationella naturvårdsunionen IUCN kategoriserar därför arten som livskraftig (LC). Världspopulationen har inte uppskattats men den beskrivs som sällsynt i västra Himalaya och Kina till mycket vanlig i nordöstra Indien.